# Медична освіта (журнал)
Медична освіта — всеукраїнський науково-практичний журнал, присвячений медичній освіті.
Свідоцтво про державну реєстрацію: КВ № 16982-5752Р від 23 червня 2010 року.
Журнал індексується в CrossRef, Google Scholar, Index Copernicus, Ulrich's Periodicals Directory. Станом на 1 січня 2016 року ICV Index Copernicus 44,19.

## Історія
Заснований 1999 Тернопільською державною медичною академією (нині Тернопільський державний медичний університет імені І. Я. Горбачевського).
Дизайн обкладинки П. С. Кушик.

## Зміст
Науковий журнал, призначений для висвітлення шляхів удосконалення вищої медичної освіти, досвіду з організації навчальної роботи. В журналі публікуються статті науково-методичного характеру щодо методології, сучасних методів навчання, особливостей викладання дисциплін у галузях медицини та фармації на додипломному та післядипломному рівнях. Також друкуються повідомлення, рецензії, історія медичних навчальних закладів.

## Редакційний колектив

### Головні редактори
- Ю. В. Вороненко (Київ)[1]

### Редакційна колегія[1]
- О. П. Волосовець (Київ) — заступник головного редактора
- М. М. Корда (Тернопіль) — заступник головного редактора
- Ю. С. П'ятницький (Київ) — заступник головного редактора
- І. Р. Мисула (Тернопіль) — заступник головного редактора

Члени редколегії
- Я. Я. Боднар (Тернопіль)
- І. Є. Булах (Київ)
- Ю. П. Вдовиченко (Київ)
- А. В. Вихрущ (Тернопіль)
- А. Є. Горбань (Київ)
- І. С. Зозуля (Київ)
- І. М. Кліщ (Тернопіль)
- Д. Б. Коробко (Тернопіль)
- П. Є. Мазур (Кременець)
- В. П. Марценюк (Тернопіль)
- І. В. Мельник (Київ)
- І. М. Мельничук (Тернопіль)
- О. П. Мінцер (Київ)
- М. Р. Мруга (Київ)
- Я. П. Нагірний (Тернопіль)
- Н. С. Олексюк (Тернопіль)
- В. А. Поліщук (Тернопіль)
- К. А. Посохова (Тернопіль)
- Л. І. Романовська (Хмельницький)
- Р. В. Свистун (Тернопіль)
- О. К. Толстанов (Київ)
- Н. В. Харченко (Київ)
- С. І. Шкробот (Тернопіль)
- А. Г. Шульгай (Тернопіль)
- В. Шютц (Відень, Австрія)
- О. І. Янкович (Тернопіль)

### Редакційна рада[1]
- К. М. Амосова (Київ)
- Т. М. Бойчук (Чернівці)
- О. О. Болдіжар (Ужгород)
- І. Я. Губенко (Черкаси)
- Г. В. Дзяк (Дніпропетровськ)
- Ю. В. Думанський (Донецьк)
- В. М. Ждан (Полтава)
- В. М. Запорожан (Одеса)
- Б. С. Зіменковський (Львів)
- І. В. Іоффе (Луганськ)
- Ю. М. Колесник (Запоріжжя)
- В. М. Лісовий (Харків)
- С. Д. Максименко (Київ)
- Л. Ф. Матюха (Київ)
- В. М. Мороз (Вінниця)
- О. С. Никоненко (Запоріжжя)
- О. В. Павленко (Київ)
- М. Г. Проданчук (Київ)
- М. М. Рожко (Івано-Франківськ)
- В. Л. Савицький (Київ)
- В. А. Сміянов (Суми)
- В. А. Туманов (Київ)
- О. М. Хвисюк (Харків)
- В. П. Черних (Харків)
- Т. І. Чернишенко (Київ)